# 旧菲律宾城
旧菲律宾城（Historic Filipinotown）是美国加州洛杉矶的一个区域，构成了回声公园（Echo Park）的西南部分。该区西到胡佛街（Hoover Street），东到格伦代尔大道（Glendale Boulevard），北到庙街（Temple Street），南到比弗利大道（Beverly Boulevard）。

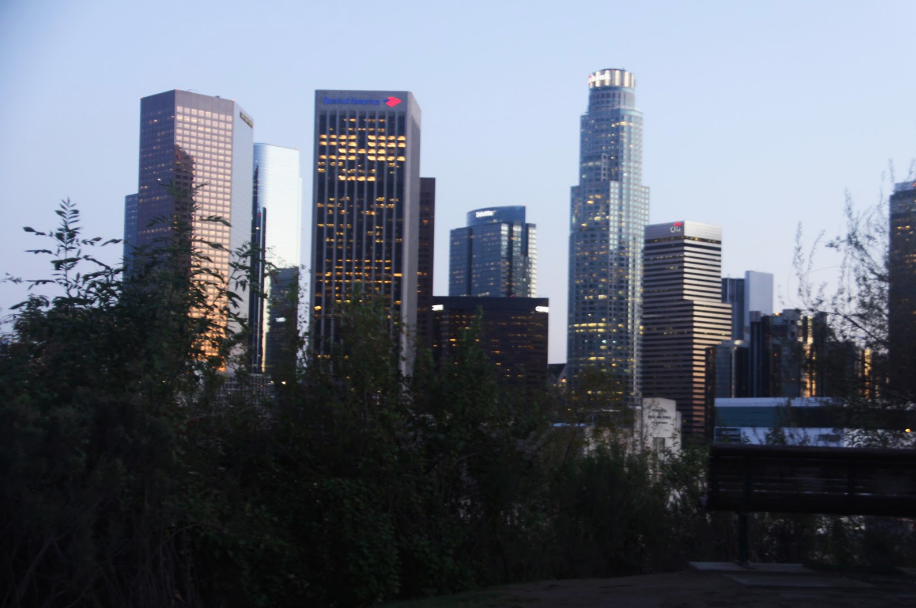

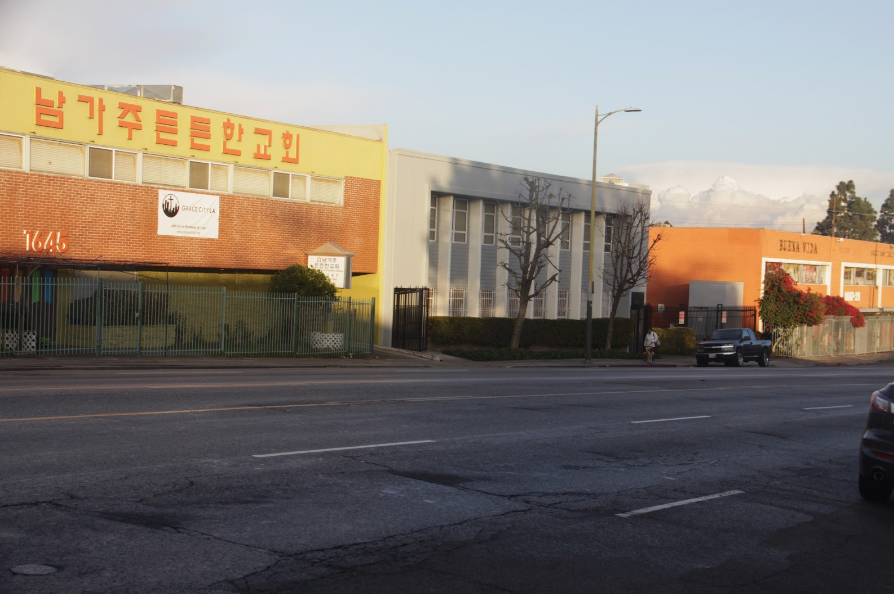

菲律宾裔美国人是加利福尼亚州亚裔美国人中人口最多的一个族裔，也是美国最古老的亚裔美国人之一。旧菲律宾城是菲律宾人在洛杉矶初期定居的少数地区之一。

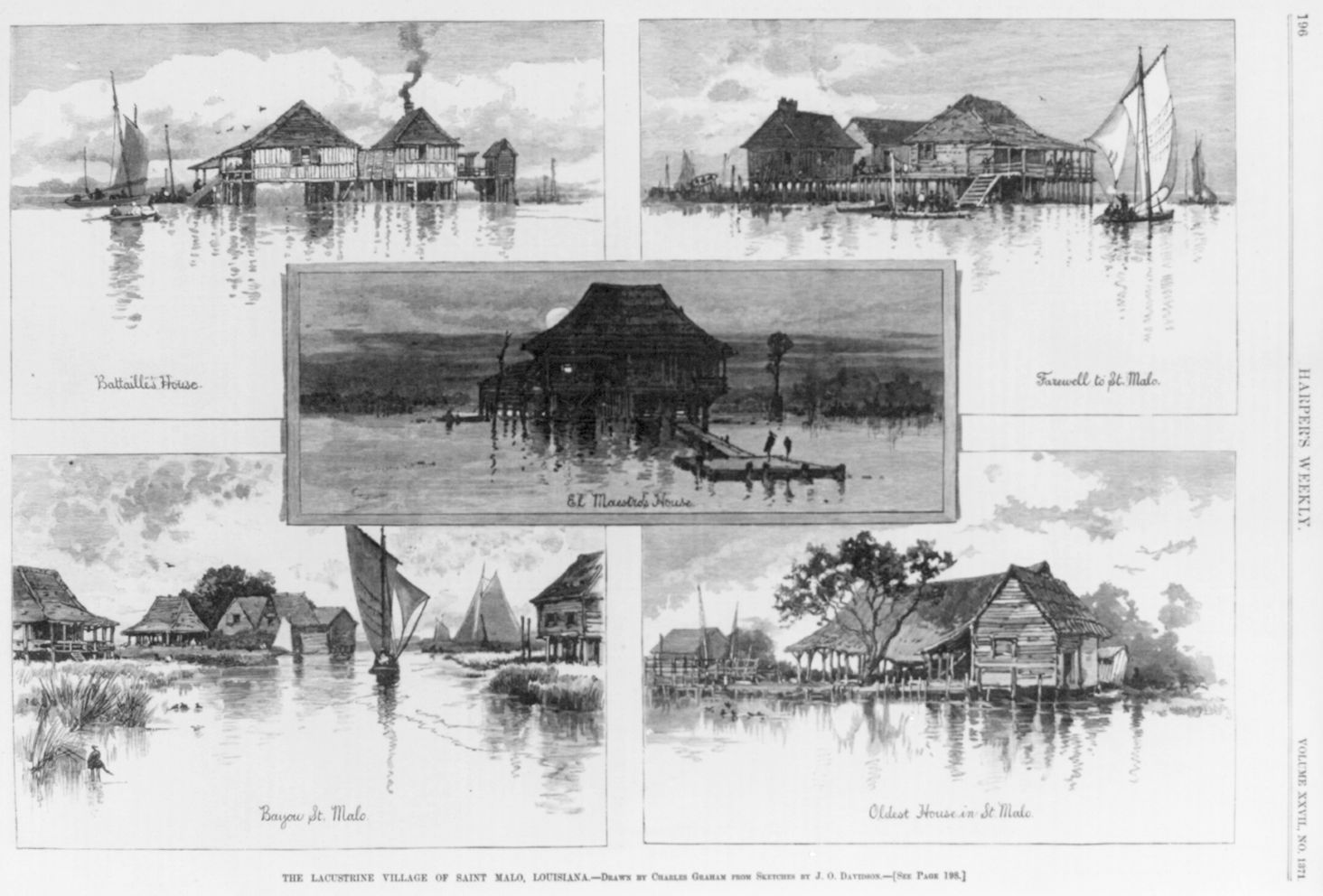

## 人口
虽然名为“旧菲律宾城”，实际上该区拉美裔已占人口的56%，亚裔占32%，白人占8%，黑人占4%。

## 地标

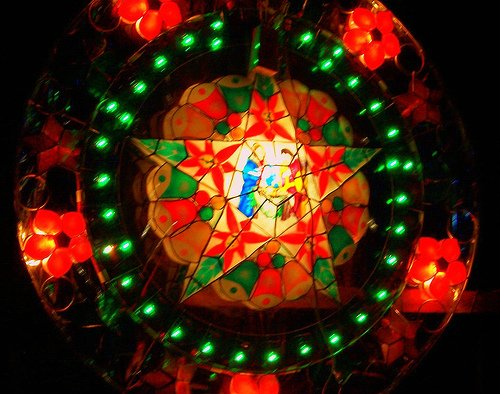
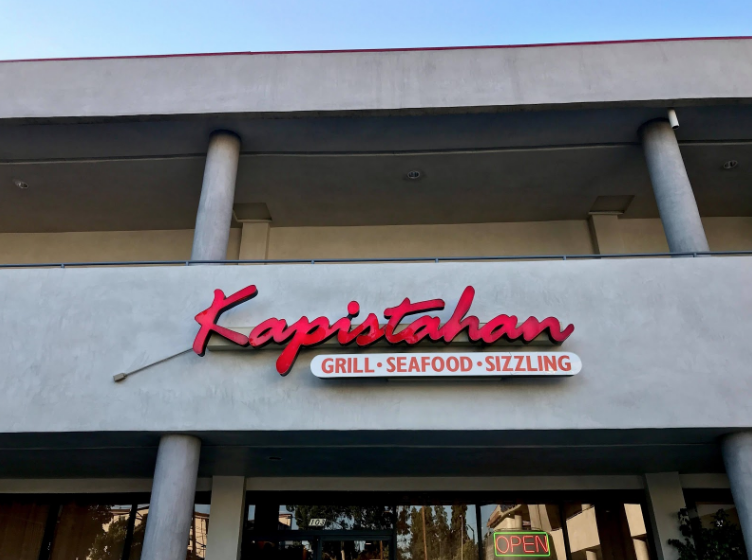
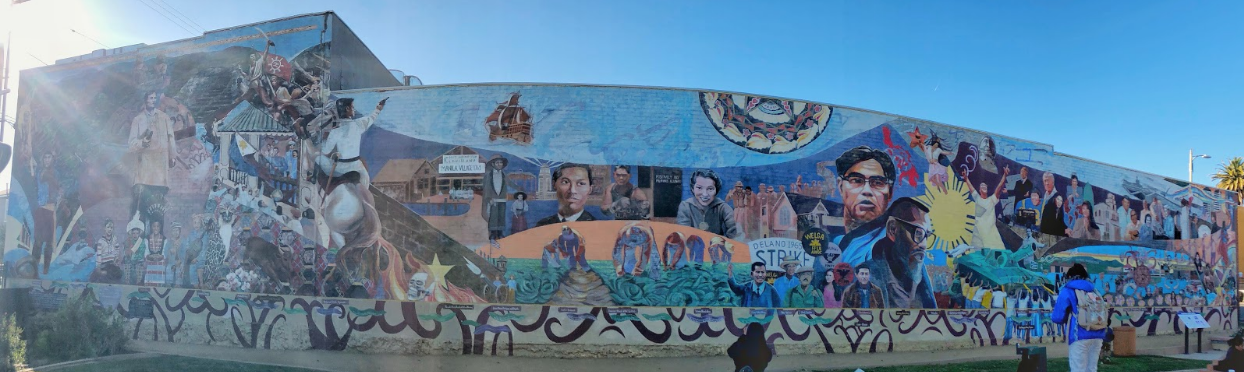
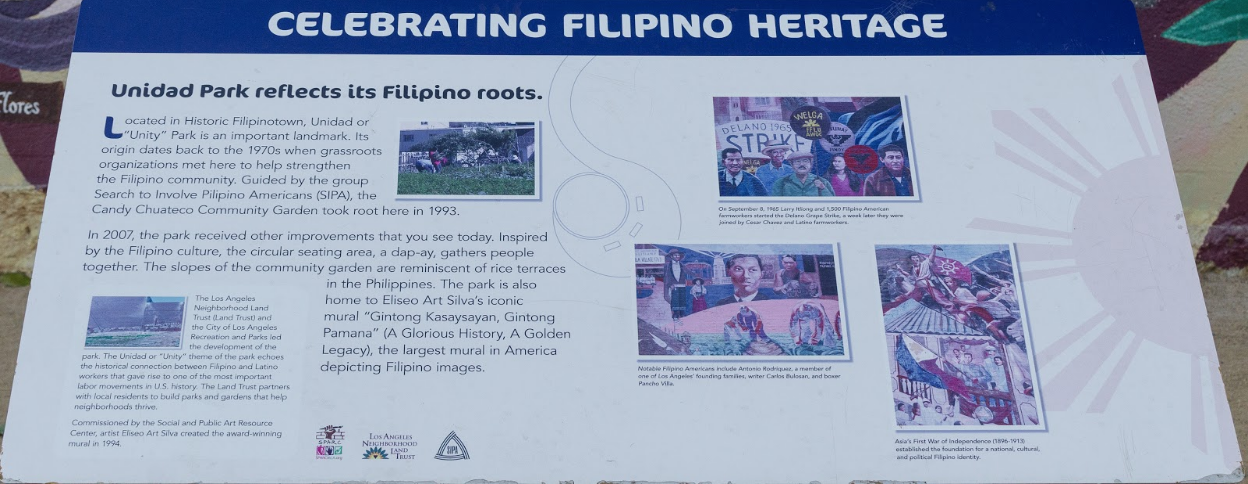
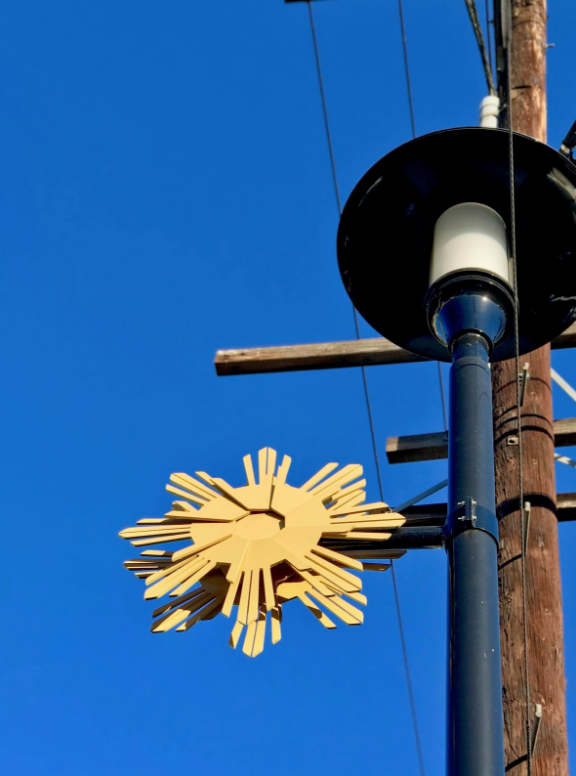
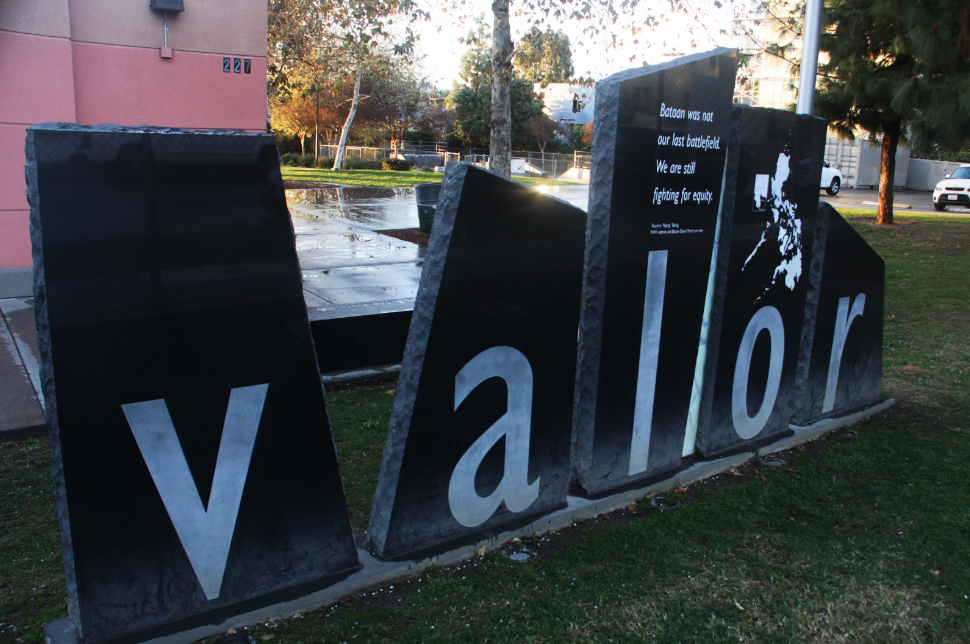
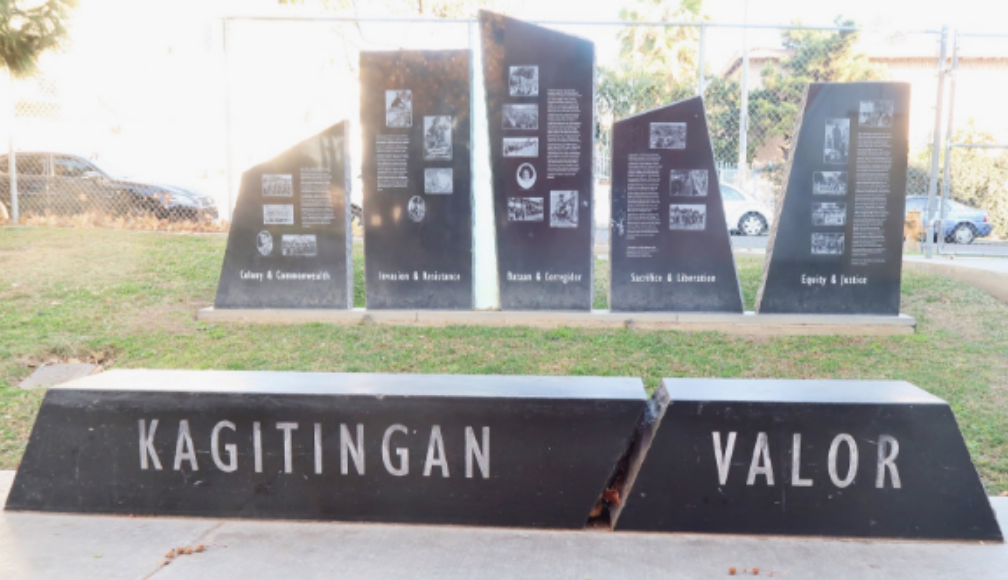
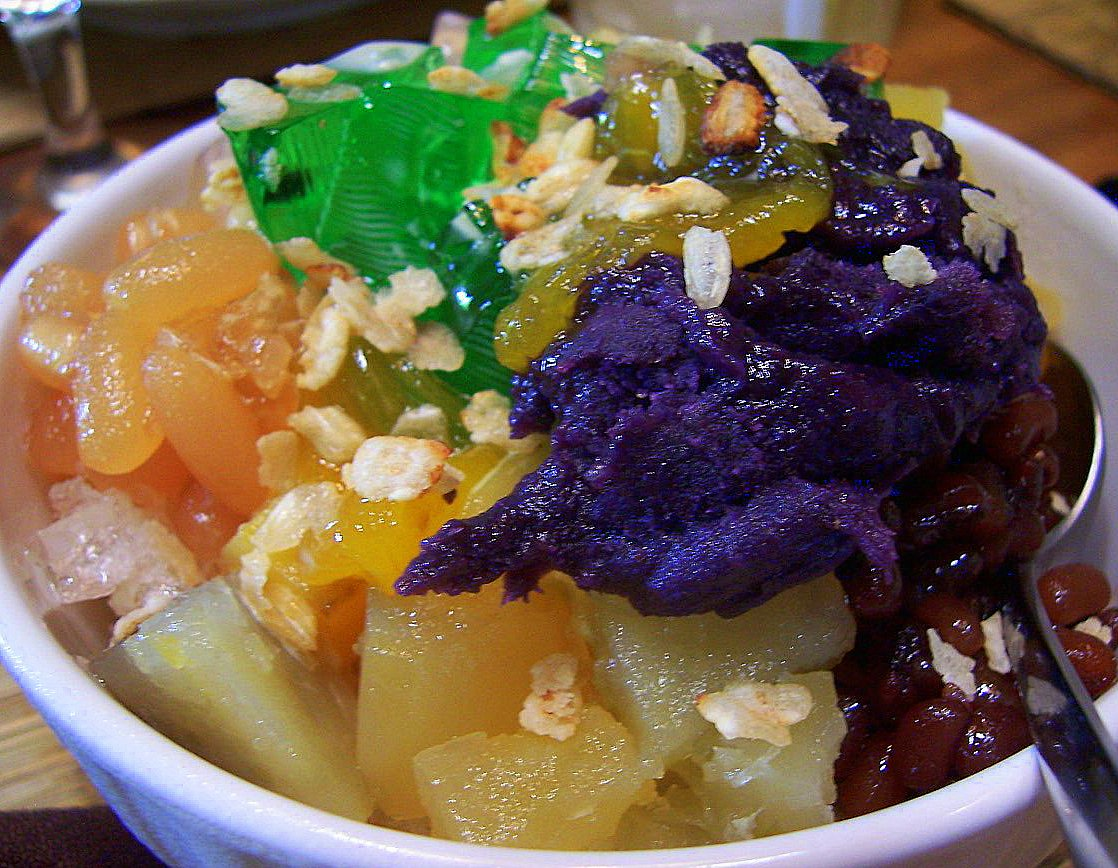